# Limonium articulatum
Limonium articulatum är en triftväxtart som först beskrevs av Jean Loiseleur-Deslongchamps, och fick sitt nu gällande namn av Carl Ernst Otto Kuntze. Limonium articulatum ingår i släktet rispar, och familjen triftväxter. Inga underarter finns listade i Catalogue of Life.